# Mistrzostwa Europy w Lekkoatletyce 1966 – skok w dal kobiet

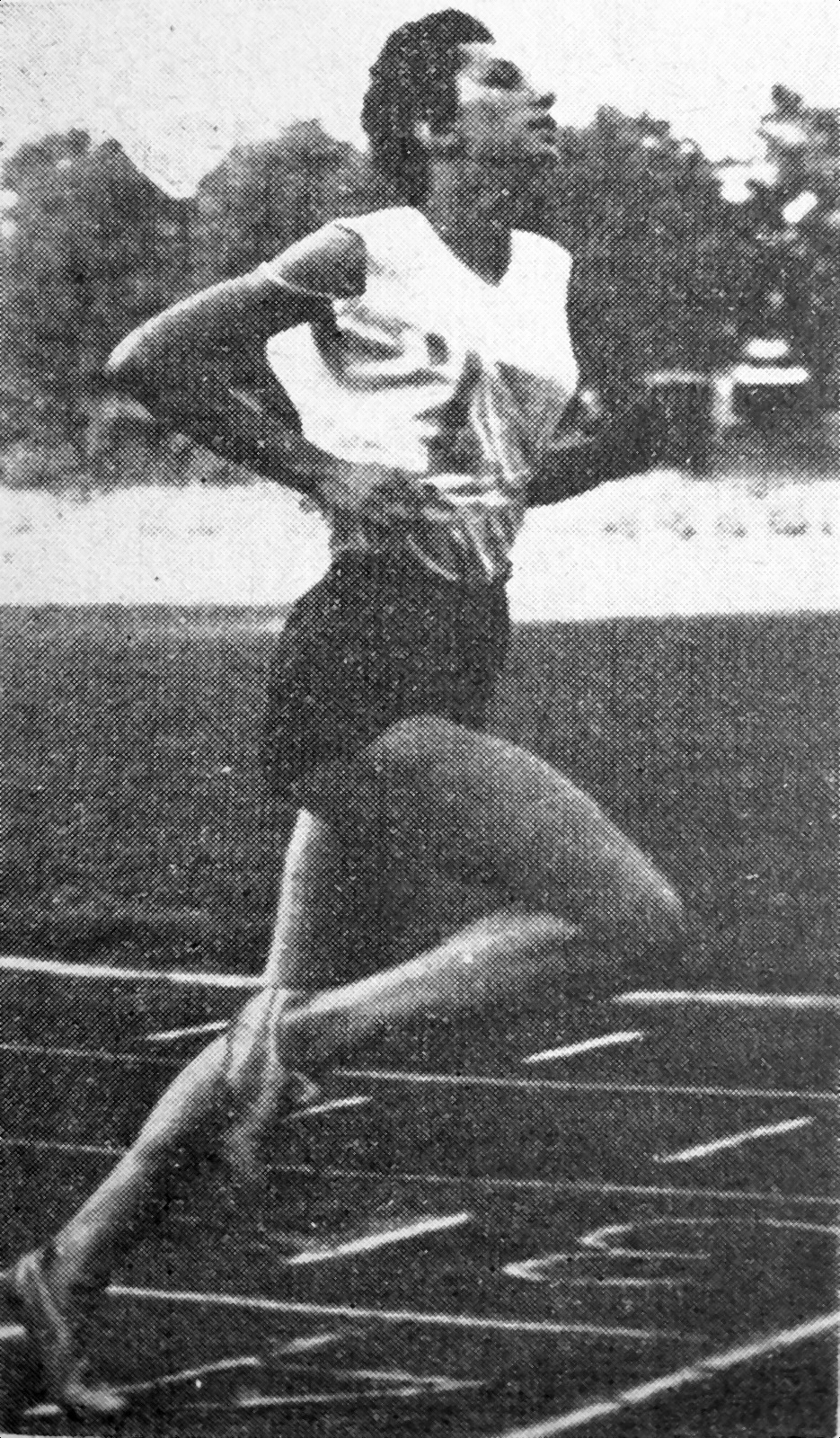
Irena Kirszenstein

Skok w dal kobiet był jedną z konkurencji rozgrywanych podczas VIII Mistrzostw Europy w Budapeszcie. Kwalifikacje zostały rozegrane 2 września, a finał 3 września 1966. Zwyciężczynią tej konkurencji została Irena Kirszestein, która na tych mistrzostwach zwyciężyła również w biegu na 200 metrów. W rywalizacji wzięły udział dwadzieścia trzy zawodniczki z szesnastu reprezentacji.

## Rekordy
| Rekord świata     | Mary Rand (GBR)            | 6,76 | Tokio, Japonia      | 11.10.1964 |
| Rekord Europy     | Mary Rand (GBR)            | 6,76 | Tokio, Japonia      | 11.10.1964 |
| Rekord mistrzostw | Tatjana Szczełkanowa (SUN) | 6,38 | Belgrad, Jugosławia | 14.09.1962 |

## Wyniki

### Kwalifikacje
| Miejsce | Zawodniczka                | Wynik | Uwagi |
| ------- | -------------------------- | ----- | ----- |
| 1       | Diana Jorgowa              | 6,30  | Q     |
| 2       | Viorica Viscopoleanu       | 6,26  | Q     |
| 3       | Burghild Wieczorek         | 6,22  | Q     |
| 4       | Renāte Lāce                | 6,21  | Q     |
| 5       | Eva Kucmanová              | 6,19  | Q     |
| 6       | Tatjana Tałyszewa          | 6,19  | Q     |
| 7       | Corrie Bakker              | 6,16  | Q     |
| 8       | Mary Rand                  | 6,15  | Q     |
| 9       | Helga Hoffmann             | 6,12  | Q     |
| 10      | Meta Antenen               | 6,12  | Q     |
| 11      | Irena Kirszestein          | 6,12  | Q     |
| 12      | Berit Berthelsen           | 6,05  | Q     |
| 13      | Sheila Parkin              | 6,05  | Q     |
| 14      | Ursula Künzel              | 6,04  |       |
| 15      | Ingrid Becker              | 5,94  |       |
| 16      | Etelka Kispál              | 5,94  |       |
| 17      | Gerda Mittenzwei           | 5,92  |       |
| 18      | Elena Vintilă              | 5,84  |       |
| 19      | Marie-Magdalena Le Dévéhat | 5,77  |       |
| 20      | Oddrun Hokkland            | 5,68  |       |
| 21      | Charoula Sasagianni        | 5,62  |       |
| 22      | Nina Hansen                | 5,60  |       |
| 23      | Zhuljeta Muco              | 5,03  |       |

### Finał
| Miejsce | Zawodniczka          | Wynik | Uwagi |
| ------- | -------------------- | ----- | ----- |
| 1       | Irena Kirszestein    | 6,55  | CR    |
| 2       | Diana Jorgowa        | 6,45  |       |
| 3       | Helga Hoffmann       | 6,38  |       |
| 4       | Corrie Bakker        | 6,34  | NR    |
| 5       | Viorica Viscopoleanu | 6,33  |       |
| 6       | Tatjana Tałyszewa    | 6,33  |       |
| 7       | Sheila Parkin        | 6,30  |       |
| 8       | Meta Antenen         | 6,23  | NR    |
| 9       | Burghild Wieczorek   | 6,22  |       |
| 10      | Renāte Lāce          | 6,19  |       |
| 11      | Mary Rand            | 6,16  |       |
| 12      | Eva Kucmanová        | 5,98  |       |
| –       | Berit Berthelsen     | DNS   |       |